# I Am Arrows
I Am Arrows ist eine britische Indie-Rock-Band.

## Geschichte
Nachdem der Schlagzeuger Andy Burrows von Razorlight 2008 bereits ein Soloalbum veröffentlicht hatte, verließ er im Jahr darauf die Band und gründete I Am Arrows zuerst als Soloprojekt. Er produzierte das Album Sun Comes Up Again in Eigenregie. Für die Liveauftritte holte er sich aber weitere Musiker dazu, unter anderem seinen jüngeren Bruder Ben, und erweiterte I Am Arrows zu einer fünfköpfigen Band.
Das Album und die Vorabsingle Green Grass erschienen im August 2010 und erreichten mittlere Platzierungen in den UK-Charts. Nach Sun Comes Up Again machte Andy Burrows Ende 2011 ein Album zusammen mit Tom Smith (Sänger der Editors), ein Jahr später folgte ein Soloalbum von Andy Burrows.

## Diskografie
Alben
- 2010: Sun Comes Up Again

Singles
- 2010: Green Grass